# Miguel Hidalgo (Pichucalco)
Miguel Hidalgo es una ranchería del municipio de Pichucalco ubicado en la región Norte del estado mexicano de Chiapas.

## Geografía
La localidad de Miguel Hidalgo se sitúa en las coordenadas geográficas 17°51′07″N 93°10′04″O / 17.851978, -93.167869, a una elevación de 227 metros sobre el nivel del mar.

## Demografía
Según el Conteo de Población y Vivienda 2020, efectuado por el Instituto Nacional de Estadística y Geografía, la localidad de Miguel Hidalgo tiene 389 habitantes, de los cuales 197 son del sexo masculino y 192 del sexo femenino. La tasa de fecundidad es de 2.76 hijos por mujer y tiene 86 viviendas particulares habitadas.
| Gráfica de evolución demográfica de Miguel Hidalgo entre 1921 y 2020 |
|                                                                      |
| INEGI.                                                               |